# Ololygon brieni
Espèce
Synonymes
- Hyla brieni de Witte, 1930
- Scinax brieni (de Witte, 1930)

Statut de conservation UICN

 LC  : Préoccupation mineure
Ololygon brieni est une espèce d'amphibiens de la famille des Hylidae.

## Répartition
Cette espèce est endémique de l'État de São Paulo au Brésil. Elle se rencontre dans la Serra do Mar.

## Étymologie
Cette espèce est nommée en l'honneur de Paul Brien (1894-1975).

## Publication originale
- de Witte, 1930 : Liste des reptiles et batraciens récoltes au Brésil par la mission Massart (1922-23) et description de sept nouvelles espèces. Une mission biologique belge au Brésil, Imprimerie Medicale et Scientifique, Bruxelles.